# Nigel Kennedy

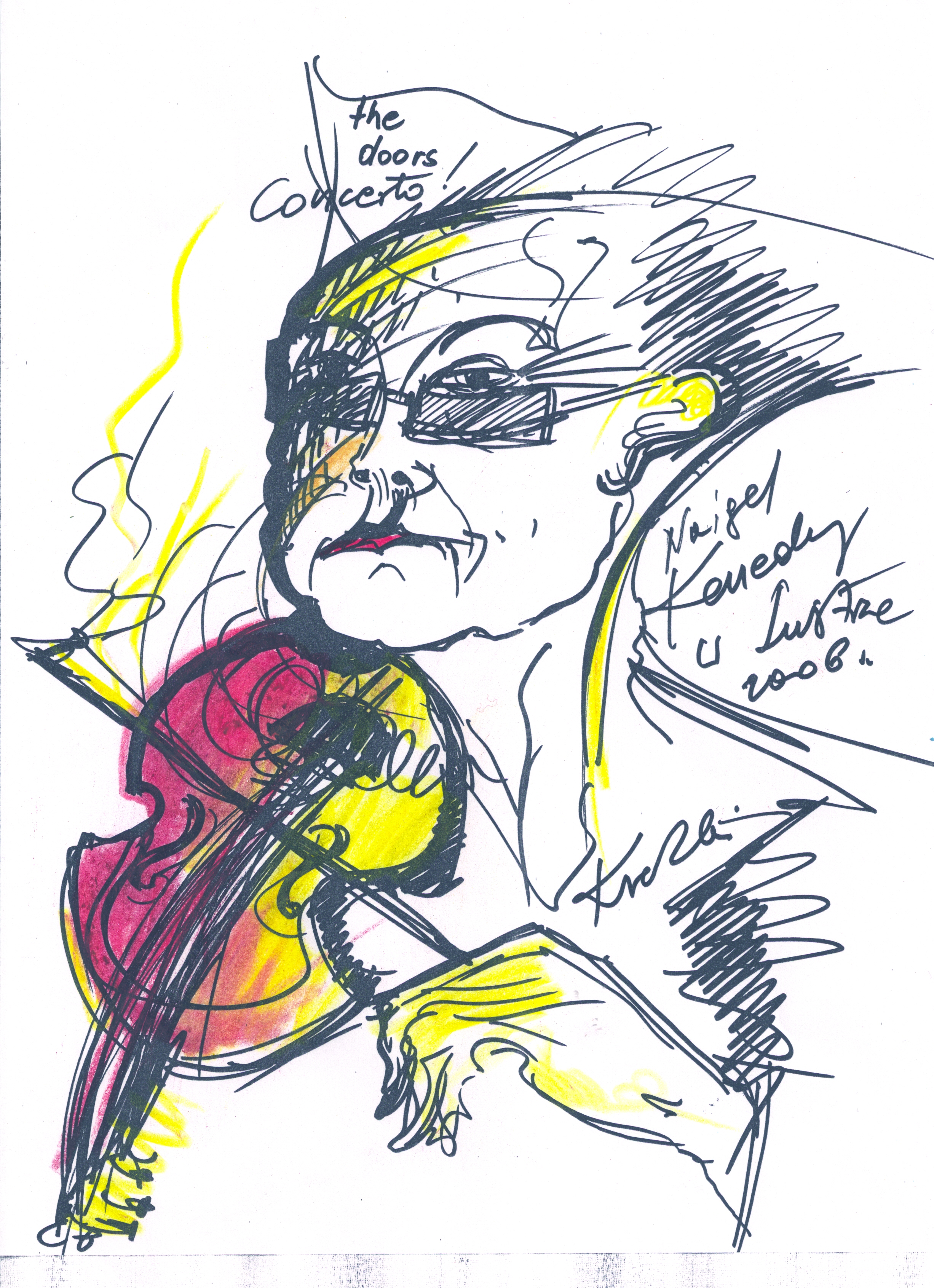
Zbigniew Kresowaty rajza

Nigel Kennedy (Brighton, 1956. december 28. –) brit hegedű-, és brácsaművész, akit a világ egyik vezető hegedűvirtuózaként tartanak számon. Egyedülálló tehetsége friss energiát hozott a klasszikus és kortárs zeneirodalomba.
Kennedyt egyesek a klasszikus zene fenegyerekének is tartják, kissé rámenős természete, illetve az esetenkénti szándékos faragatlansága miatt. Ugyan vannak emberek, akik nem kedvelik (1991-ben John Drummond egy újságcikkben meg is támadta), de számos nagy művész körében megbecsülésnek örvend, ilyen Lynn Harrell csellista is. Valószínűleg ez annak köszönhető, hogy Nigel Kennedy ars poeticájának érzi a komolyzene népszerűsítését, különösen a fiatalok körében.
Az esetenként csak egyszerűen Kennedy néven ismert előadó a Guinness Rekordok Könyvében is szerepel, mint a legtöbb eladott klasszikus lemez előadója; az 1989-es Vivaldi: A négy évszak című felvételével érte ezt el ezt a rekordot.
Önmagát ekképpen szokta definiálni: „Mondhatják, ha akarják, hogy én egy komolyzenét játszó hegedűs vagyok, de én mindig egy olyan muzsikusként látom magam, aki a zenének nem csak egy részét játssza.”

## Élete

### Fiatalkora
Kennedy szülei maguk is zenészek voltak: apja hivatásos csellista, anyja zongoratanárnő.
Hatévesen kezdett el hegedülni; már igen fiatalon, hétéves korától kezdve Yehudi Menuhin támogatta; helyet biztosított számára világhírű iskolájában – és mint Menuhin halála után kiderült – ingyen és bérmentve. Ezután 16 évesen a rangos New York-i Julliard Schoolban Dorothy Delay növendéke lett. Eközben Stéphane Grappelli a dzsesszimprovizáció rejtelmeibe is bevezette.

### Karrierje
Kennedy hegedűsként mára már bejárta mind az öt kontinenst, a legtöbb vezető zenekarral fel is lépett, és a legtöbb fontos hegedűversenyből felvételt is készített.
1977-ben volt debütáló koncertje a Royal Festival Hallban, a Riccardo Muti vezényelte Londoni Filharmonikusokkal a Mendelssohn: Hegedűversenyt játszotta. 1980-ban mutatkozott be a Berlini Filharmonikusokkal, illetve 1987-ben a New York-iakkal.
Egy súlyos nyakszirti sebészeti beavatkozást követően 1992-ben Kennedy ideiglenesen búcsút mondott a koncertezésnek. Ez alatt az öt év alatt számos saját szerzeménye született, amelyeket a kelta népzene, a rock- és dzsessz-zene elemeinek ötvözésén alapszik.
1997-es visszatérése után a kritikusok csak szuperlatívuszokban írtak róla. „Egész életemben egyetlen brit hegedűstől sem hallottam még ilyen merész és mámorító előadást. Kennedy játéka egy magasabb rendű érettségről tanúskodik. A világ egyetlen hegedűművésze sem lenne képes ilyen gördülékeny átmenetre különböző stílusok között!”
1999-ben egy emlékezetes telt házas fellépése volt Belgrádban Bachhal és Bartókkal a műsoron: a koszovói háború után ő volt az első nyugati művész, aki a térségben koncertezett.
2000-ben, november 27-én a The Who együttes adott egy koncertet a the Royal Albert Hallban, melynek a különlegességet a sok sztár vendégszereplő adta: Bryan Adams, Noel Gallagher, Kelly Jones, Eddie Vedder, Paul Weller mellett fellépett Kennedy is. Ő a DVD 10. számában szerepelt egy hegedűszólóval. A szám címe: Baba O'Riley).
2001-ben az év művészének választották Nagy-Britanniában. 2002 szeptemberétől a Lengyel Kamarazenekar művészeti vezetője.
Gyakran használ előadásaiban improvizatív elemeket: például ilyen a Jimi Hendrix ihlette kadenciája a Beethoven: Hegedűversenyhez.
Jelenlegi lakhelyei: Malvern (Worcestershire), illetve Krakkó. Emellett Aston Villa- és Cracovia-rajongó.

## Hegedűi
Ilyen hangszereken játszott, vagy birtokolta őket:
- Guarneri del Gesu, 'La Fonte' c.1735;
- Stradivari;
- Scott Cao;
- Johannes Finkel vonó

## Diszkográfia
Kennedy sokszor készít koncertfelvételt egész darabokról vagy műrészletekről, hogy megőrizze a hangversenyek azon tulajdonságát, hogy a zene a pillanaté.
- 1984: Nigel Kennedy Plays Jazz (Peter Pettinger)
- 1984: Salut d'Amour & other Elgar Favourites (Peter Pettinger/Steven Isserlis)
- 1984: Elgar: Hegedűverseny, h-moll, Op. 61 (Vernon Handley – London Philharmonic Orchestra) – a kiadvány 300 000 eladott példánnyal aranylemez lett, elnyerte „Az év felvétele” címet a Gramophone magazinnál, valamint „A legjobb klasszikus album” lett a BPI Awards szerint.
- 1986: Csajkovszkij: Hegedűverseny, D-dúr, Op. 35 / Chausson – Poème hegedűre és zenekarra (Okko Kamu – London Philharmonic Orchestra)
- 1986: Szólószonáta / Duke Ellington: Mainly Black (Alec Dankworth)
- 1987: Walton: Brácsaverseny / Walton: Hegedűverseny (André Previn – Royal Filharmonikus Zenekar)
- 1987: Let Loose (Nick Robbins/Dave Heath/Dominic Miller)
- 1988: Bruch: 1. hegedűverseny, g-moll, Op. 26 / Schubert: A-dúr rondó hegedűre és vonósokra / Mendelssohn: Hegedűverseny, e-moll, Op. 64 (English Chamber Orchestra)
- 1988: Sibelius: Hegedűverseny / Sibewlius: 5. szimfónia (Sir Simon Rattle – City of Birmingham Symphony Orchestra)
- 1989: Antonio Vivaldi: A négy évszak (English Chamber Orchestra) – több mint kétmillió példányt kelt el – ezzel Nigel Kennedy bekerült a Guinnes Rekordok könyvébe
- 1991: Brahms: Hegedűverseny, D-dúr, Op. 77 (Klaus Tennstedt – The London Philharmonic)
- 1992: Just Listen: Sibelius Hegedűverseny (Sir Simon Rattle – City of Birmingham Symphony Orchestra) / Csajkovszkij hegedűverseny (Okko Kamu – London Philharmonic Orchestra)
- 1992: Beethoven: Hegedűverseny / Johann Sebastian Bach: Preludio a 3. partitából / Allegro Assai a 3. szólószonátából (Klaus Tennstedt – Sinfonie-Orchester des NDR)
- 1993: Csajkovszkij: Hegedűverseny (Okko Kamu – London Philharmonic Orchestra) / Csajkovszkij: Variációk egy rokokó témára, Op.33 (Yan Pascal Tortelier – Northern Symphony Orchestra)
- 1996: Kafka
- 1997: Elgar Hegedűverseny / Ralph Vaughan Williams: A pacsirta röpte (Sir Simon Rattle – City of Birmingham Symphony Orchestra)
- 1998: Kreisler
- 1999: The Kennedy Experience – Inspired by the music of Jimi Hendrix
- 1999: Classic Kennedy (English Chamber Orchestra)
- 2000: Hegedű-cselló duók (Lynn Harrell-lel, Johann Sebastian Bach, Maurice Ravel és Kodály Zoltán művei)
- 2000: Riders On The Storm – The Doors Concerto (Prague Symphony Orchestra)
- 2000: Kennedy plays Bach (Berlini Filharmonikus Zenekar)
- 2000: The Who @ Special Guests Live at the Royal Albert Hall, 10. szám: Baba O'Riley
- 2002: Greatest Hits
- 2003: East Meets East (Kroke Band)
- 2003: Vivaldi (Berliner Philharmoniker)
- 2004: Vivaldi II (Berliner Philharmoniker)
- 2005: Inner thoughts
- 2006: Kennedy, Live at La Citadelle
- 2006: Bluenote Sessions